# متجر للقتلة
متجر للقتلة (بالكورية: 킬러들의 쇼핑몰)؛ هو مسلسل ويب كوري جنوبي، من بطولة لي دونغ ووك وكيم هاي جون. توفرت اول حلقتين على ديزني+ في 17 يناير، توفرت حلقتين كل ايام الاربعاء الى 7 فبراير 2024.
في 31 ديسمبر 2024، أكدت ديزني+ انتاج موسم 2. ومن المقرر ان يبدأ التصوير في ابريل، 2025.
في 21 أبريل 2025، تم تاكيد عرض الموسم 2 في 2026. مع انضمام هيون ري، أوكادا ماساكي، جيونج يون ها.

## القصة
عندما كانت جونغ جي آن (كيم هاي جون) صغيرة، قُتلت والدتها، وقتل والدها في يوم جنازة جدتها. حماها عمها جونغ جين مان (لي دونج ووك) وعاشا معا. التحقت جي آن في النهاية بالجامعة وتركت منزل عمها. وبدأت تعيش لوحدها. في أحد الأيام، ياتيها نبأ وفاة عمها وتكتشف بأنه تاجر أسلحه.ولديه اعداء يريدون التخلص منهم وتبداً الاحداث .

## طاقم
- لي دونج ووك - جونغ جين مان [4]
- كيم هاي جون - جونغ جي ان[4]
- سيو هيون-وو - لي سونغ زو[5]
- جو هان-سون[6]
- بارك جي-بين - باي جونغ مين[5]

### الموسم 2
- هيون ري
- أوكادا ماساكي
- جيونج يون ها

## الحلقات
| ر. الإجمالي           | العنوان                                    | المخرج                | الكاتب             | تاريخ الإصدار الأصلي |
| --------------------- | ------------------------------------------ | --------------------- | ------------------ | -------------------- |
| 1                     | «مورثيهلب»                                 | لي كوان و نو كيو ايوب | جي هو-جين ولي كوان | 17 يناير 2024        |
| مقدمة عن المسلسل كامل |                                            |                       |                    |                      |
| 2                     | «جيونج جينمان، جيونج جينمان، جيونج جينمان» | لي كوان و نو كيو ايوب | جي هو-جين ولي كوان | 17 يناير 2024        |
| 3                     | «الأقوياء لا يعويون»                       | لي كوان و نو كيو ايوب | جي هو-جين ولي كوان | 24 يناير 2024        |
| 4                     | «مركز التسوق»                              | لي كوان و نو كيو ايوب | جي هو-جين ولي كوان | 24 يناير 2024        |
| 5                     | «بابيلون»                                  | لي كوان و نو كيو ايوب | جي هو-جين ولي كوان | 31 يناير 2024        |
| 6                     | «جونغ جينمان»                              | لي كوان و نو كيو ايوب | جي هو-جين ولي كوان | 31 يناير 2024        |
| 7                     | «الفخ»                                     | لي كوان و نو كيو ايوب | جي هو-جين ولي كوان | 7 فبراير 2024        |
| 8                     | «استمع يا جيان»                            | لي كوان و نو كيو ايوب | جي هو-جين ولي كوان | 7 فبراير 2024        |

## روابط خارجية
- متجر القتلة على موقع IMDb (الإنجليزية)
- متجر القتلة على موقع روتن توميتوز (الإنجليزية)
- متجر القتلة على موقع فيلمافينيتي (الإسبانية)
- متجر القتلة على موقع قاعدة بيانات الفيلم (الإنجليزية)
- متجر للقتلة على هانسينما